# Шур, Леонард
Леонард Шур (англ. Leonard Shure; 10 апреля 1910, Лос-Анджелес — 28 февраля 1995, Нантакет) — американский пианист и музыкальный педагог.

## Биография
Сын еврейских эмигрантов из России. Вырос и получил первые уроки в Чикаго, широко концертировал начиная с самого раннего возраста. В 1925 году уехал учиться в Берлин к Артуру Шнабелю, в дальнейшем несколько лет был его ассистентом, пока в 1933 году не вернулся обратно в США, где начало его исполнительской карьеры было ознаменовано творческим содружеством с Сергеем Кусевицким, под управлением которого Шур дебютировал с Бостонским симфоническим оркестром. Основу репертуара Шура-пианиста составляла немецкая музыка — Бетховен, Шуман, Брамс. Как аккомпаниатор Шур в разные годы выступал с Айзеком Стерном, Полем Тортелье, Леонтиной Прайс, сонаты для скрипки и фортепиано Бетховена записал с Генри Темянкой. В 1979 году он гастролировал в СССР.
Леонард Шур начал преподавать в Консерватории Новой Англии в Бостоне, затем был профессором Техасского университета, Института музыки в Кливленде, других учебных заведений, и наконец в 1976—1990 годах снова работал в Консерватории Новой Англии. Среди учеников Шура были, в частности, Урсула Оппенс, Гилберт Калиш, Джером Роуз, Лоуренс Лейтон Смит, Филипп Молль и др.

## О Леонарде Шуре
Шур был бескомпромиссным и бесстрашным пианистом, набрасывающимся на клавиши с яростью, влекущим себя самого, инструмент, музыку к самым дальним пределам. (Ричард Дайер, Boston Globe  Архивная копия от 6 февраля 2007 на Wayback Machine)